# David Threlfall
David John Threlfall, född 12 oktober 1953 i Crumpsall i Manchester, Lancashire, är en brittisk skådespelare och regissör. Threlfall har bland annat medverkat i Patrioter (1992), Master and Commander – Bortom världens ände (2003), Hot Fuzz (2007), Elizabeth: The Golden Age (2007) och Nowhere Boy (2009).

## Filmografi i urval
- 1982 – Nicholas Nickleby (Miniserie)
- 1990 – Ryska huset
- 1992 – Patrioter
- 1993 – Diana: Her True Story (TV-film)
- 1996 – Thief Takers (TV-serie)
- 1999 – Sex, Chips & Rock n' Roll (Miniserie)
- 1999 – Maria, Jesu mor (TV-film)
- 2003 – Master and Commander – Bortom världens ände
- 2004–2013 – Shameless (TV-serie)
- 2006 – Romerska rikets uppgång och fall (TV-serie)
- 2007 – Hot Fuzz
- 2007 – Elizabeth: The Golden Age
- 2009 – Nowhere Boy
- 2014 – Tommy Cooper: Not Like That, Like This (TV-film)
- 2014 – Black Sea
- 2015 – The Ark (TV-film)
- 2016 – Ripper Street (TV-serie)
- 2018 – Troja: Undergången (TV-serie)